# 崔承燉
崔 承燉（チェ・スンドン、朝鮮語: 최승돈、1969年2月24日 - ）は、大韓民国の韓国放送公社 (KBS) 所属のアナウンサー。 江原道江陵市 出身。

## 学歴
- 1984年 〜 1987年、尚文高等学校（朝鮮語版）卒業
- 1987年 〜 1994年、高麗大学校 師範大学 英語教育科 学士

## 経歴
- 1994年 19期 KBS 公開採用のアナウンサー
- 1999年 5月〜 1999年 9月 : KBS済州放送総局 地域の勤務
- 2000年 9月 本社 復帰